# Uvíznutí v simulaci ufonů
Uvíznutí v simulaci ufonů (v anglickém originále M. Night Shaym-Aliens!) je čtvrtý díl první řady amerického sci-fi seriálu Rick a Morty. Epizoda, kterou režíroval Jeff Myers a napsal Tom Kauffman, byla odvysílána 13. ledna 2014 na stanici Adult Swim. Díl sledovalo 1,32 milionu amerických diváků.
Název epizody odkazuje na jméno režiséra M. Night Shyamalana.

## Děj
Mimozemšťané drží Ricka a Jerryho v zajetí ve virtuální realitě a snaží se Rickovi ukrást recept na koncentrovanou temnou hmotu. Když se Rick s Mortym (později se ukáže, že jde o simulaci) opakovaně pokouší o útěk, zjistí, že existuje několik virtuálních realit navrstvených na sobě. Naproti tomu Jerry - navzdory četným systémovým chybám - zůstává zcela nevšímavý a neustále se pokouší prodat svůj reklamní slogan na jablka. Rick nakonec přelstí mimozemšťany tím, že jim dá falešný recept, a ti pošlou Ricka a Jerryho zpět na Zemi. Jejich loď exploduje, když připravují údajnou hmotu.
V potitulkové scéně je Jerry na místě vyhozen poté, co debutoval se svým novým reklamním sloganem v reálném světě. V noci vstoupí do Mortyho pokoje opilý Rick, který mu vyhrožuje nožem a požaduje vědět, zda je Morty simulace. Jeho upřímné zděšení přesvědčí Ricka o jeho nevině a Rick se před omdlením omluví.

## Přijetí
Zack Handlen z The A.V. Club se k Jerryho vystoupení vyjádřil také: „Jerryho příběh, v němž se tomuhle ňoumovi podaří prožít nejlepší den svého života uvnitř simulace pracující s pětiprocentní rychlostí zpracování, není tak zábavný, ale k postavě se hodí. Kombinace černé existenciální komedie (Jerry je tak ubohý, že sex s duplikátem jeho ženy, který se ani nesvlékne a ani se nepohne, je tak nějak nejlepší sex jeho života) a vtipů o počítačových závadách funguje dobře a je působivé sledovat, jak tak složitá rovnováha odkazů a humoru stále dokáže být založena na charakteru.“ Corey Plante ze serveru Inverse napsal, že „to děsivé, chabé tlačení a tahání intimity smíšené se zhoubným alkoholismem a zneužíváním prostupuje celým seriálem jako jeden z jeho určujících rysů a nikde není pevněji zakotveno než v M. Night Shaym-Aliens! Ale pokud jde o sci-fi triky, všechny jsou lépe využity v dalších epizodách.“